# Madame Lanchester
Ann Margaret Lanchester, känd som Madame Lanchester, död efter 1810, var en brittisk modehandlare, modeskribent och designer. 
Hon var gift med en John Lanchester och kom från Salford. Informationen om henne som privatperson är knapphändig. Hon var berömd som sin tids mest fashionabla designer inom kvinnomodet i London under 1800-talets första decennium, och kallades för sin samtids Bonaparte inom modeindustrin i The Complete Book of Trades från 1837. Hon ska ha gjort studieresor till Paris för att studera det franska modet. Hon beskrivs som mycket framgångsrik, eftersom hon uppfattades som det dåvarande brittiska kvinnomodets ledande figur, men tycks inte ha hanterat sin förtjänst väl eftersom hon gjorde två uppmärksammade konkurser, då hennes varulager såldes. Hon gjorde konkurs 1802, men etablerade sig snart igen. Hon utgav 1803–1804 den dyra och exklusiva modejournalen Le Miroir de la Mode för den brittiska adelns kvinnor, där hon illustrerade sina egna klänningsmodeller som modebilder; modeller hon sålde i sin butik på New Bond Street nordöstra London. År 1806 etablerade hon en ny modehandel på St James's Street i centrala London. Hon gjorde bankrutt 1810, och denna gång tycks hon inte ha återetablerat sig. Hon efterträddes som ledande modedesigner av Mary Ann Bell. 